# A Collection (The Doors)
A Collection è un cofanetto pubblicato dai Doors nel 2011 e contiene gli album The Doors, Strange Days, Waiting for the Sun, The Soft Parade, Morrison Hotel e L.A. Woman.

## Tracce

### Disco 1: The Doors
1. Break on Through (To the Other Side)
2. Soul Kitchen
3. The Crystal Ship
4. Twentieth Century Fox
5. Alabama Song (Whiskey Bar) (Kurt Weill; Bertolt Brecht)
6. Light My Fire
7. Back Door Man (Willie Dixon; Chester Burnett)
8. I Looked at You
9. End of the Night
10. Take It as It Comes
11. The End

### Disco 2: Strange Days
1. Strange Days
2. You're Lost Little Girl
3. Love Me Two Times
4. Unhappy Girl
5. Horse Latitudes
6. Moonlight Drive
7. People Are Strange
8. My Eyes Have Seen You
9. I Can't See Your Face in My Mind
10. When the Music's Over

### Disco 3: Waiting for the Sun
1. Hello, I Love You
2. Love Street
3. Not to Touch the Earth
4. Summer's Almost Gone
5. Wintertime Love
6. The Unknown Soldier
7. Spanish Caravan
8. My Wild Love
9. We Could Be So Good Together
10. Yes, the River Knows
11. Five to One

### Disco 4: The Soft Parade
1. Tell All the People
2. Touch Me
3. Shaman's Blues
4. Do It
5. Easy Ride
6. Wild Child
7. Runnin' Blue
8. Wishful Sinful
9. The Soft Parade

### Disco 5: Morrison Hotel
1. Roadhouse Blues
2. Waiting for the Sun
3. You Make Me Real
4. Peace Frog
5. Blue Sunday
6. Ship of Fools
7. Land Ho!
8. The Spy
9. Queen of the Highway
10. Indian Summer
11. Maggie M'Gill

### Disco 6: L.A. Woman
1. The Changeling
2. Love Her Madly
3. Been Down So Long
4. Cars Hiss By My Window
5. L.A. Woman
6. L'America
7. Hyacinth House
8. Crawlin' King Snake (John Lee Hooker)
9. The WASP (Texas Radio and the Big Beat)
10. Riders on the Storm

## Formazione
- Jim Morrison – voce
- Ray Manzarek – organo, pianoforte, tastiera, basso
- John Densmore – batteria
- Robby Krieger – chitarra